# وفاء (فلم)
وفاء هو فيلم دراما مصري من إخراج عز الدين ذو الفقار  وبطولة مديحة يسري، عماد حمدي، سراج منير، عمر الحريري، زينب صدقي، لولا صدقي وعبد الوارث عسر.

## نبذه
"أمينة" تسكن في حارة السقا، تصاب مرض شديد فتضطر أن تنقل إلى مستشفى الدكتور "جاسر"، وهناك يتولى ابنه الدكتور "كمال" علاجها. في هذه الأثناء ينمو الحب بين "أمينة" و"كمال"، ويرى "كمال" أن يتزوج من "أمينة" ولكن والده "جاسر" لا يوافق على هذا الزواج إلا أنه يتزوجها. يتعرض الدكتور "كمال" لحادثة تقعده عن ممارسة عمله.

## طاقم العمل
- مديحة يسري بدور أمينة
- عماد حمدي بدور دكتور كمال جاسر
- سراج منير بدور دكتور جاسر
- عمر الحريري بدور عادل
- زينب صدقي بدور عمة عادل
- لولا صدقي بدور سناء
- عبد الوارث عسر بدور إبراهيم
- رياض القصبجي بدور عشماوي

## وصلات خارجية
- مقالات تستعمل روابط فنية بلا صلة مع ويكي بيانات